# 輕木屬
輕木屬（学名：Ochroma）是科的一属。

## 下属物种
本属包括以下物种：
- 百色木 Ochroma lagopus Sw., 1788，轻木
- 轻木 Ochroma pyramidale (Cav.) Urb.